# Club Deportivo Universidad San Martín de Porres
Maillots
Dernière mise à jour : 13 août 2025.
Le Club Deportivo Universidad San Martín de Porres est un club péruvien de football, basé à Lima.

## Histoire

### Les débuts: un club récent (2004-2006)
Le club est créé en 2004 par l'université San Martín de Porres, devenant par la même occasion le premier club péruvien organisé en Société anonyme. L'équipe accède à la première division en achetant sa licence au club Sport Coopsol, vainqueur du championnat de deuxième division 2003. 
Ses débuts en D1 sont difficiles puisqu'il finit le tournoi d'ouverture 2004 à la dernière place. Il lui faut 45 points lors du tournoi de clôture 2004 pour sauver sa place en championnat. Ce qu'il réalisa en terminant second du tournoi.

### L'âge d'or: trois titres en quatre saisons (2007-2010)
L'année 2005 se termine par une seconde place lors du tournoi de clôture et une première qualification pour un tournoi international (la Copa Sudamericana 2006). 
En 2007, le club atteint la consécration nationale puisqu'il remporte le tournoi d'ouverture, suivi du titre national en fin de saison. Ce sacre permet au club de participer pour la première fois à la Copa Libertadores. Bis repetita en 2008, lorsque le club s'octroie le tournoi de clôture, puis le championnat national in fine. Il s'agit du deuxième titre consécutif glané par l'Universidad San Martín de Porres.
Il est à noter que les titres de 2007 et 2008 ont été obtenus sans disputer de finale car tant le Coronel Bolognesi – vainqueur du tournoi de clôture 2007 – que l'Universitario de Deportes – vainqueur du tournoi d'ouverture 2008 – n'ont pu finir parmi les meilleures équipes des tournois d'ouverture 2007 et clôture 2008 respectivement, condition nécessaire pour avoir le droit de jouer la finale pour le titre dans chaque cas.
En 2009, le club termine cinquième du championnat et se qualifie pour la Copa Sudamericana 2010. Lors du championnat 2010, l'Universidad San Martín de Porres termine la phase régulière à la 1re place et se qualifie ainsi pour le tour préliminaire de la Copa Libertadores 2011. Le club remporte également son groupe lors de la 2d phase et dispute la finale pour le titre face au León de Huánuco, vainqueur de l'autre groupe. En s'imposant 2-1 à domicile, après avoir obtenu le nul (1-1) à l'aller, les Santos remportent leur troisième titre en seulement six ans d'existence.

### Un club formateur en manque de résultats (2011-2022)
Malgré une participation à la Copa Sudamericana 2012 et une finale perdue face à l'Alianza Lima lors du Torneo del Inca 2014, l'Universidad San Martín n'arrive plus à retrouver son protagonisme des années 2000. Le club préfère se concentrer dans la formation de jeunes joueurs.
En 2021, il perd en finale de la 1re phase du championnat aux mains du Sporting Cristal (0-2ap). Malgré ce début de saison encourageant, le club Santo (son surnom) réalise une deuxième partie catastrophique avec une seule victoire en 17 matchs : il est relégué en 2e division pour la première fois de son histoire. Néanmoins le 20 janvier 2022, une résolution du Tribunal arbitral du sport (TAS) modifie le classement général du championnat 2021. Ainsi l'Universidad San Martín, en position de barragiste, est repêché alors que le Cusco FC, qui se voit retirer deux points, est rétrogradé en D2.
La saison 2022 s'avère également très compliquée, le club étant officiellement relégué en D2 lors de l'avant-dernière journée du championnat à la suite d'une défaite face au Deportivo Municipal (1-2).

## Résultats sportifs

### Palmarès
| - Championnat du Pérou (3) : - Champion : 2007, 2008 et 2010. |  | - Tournoi d'ouverture (1) : - Vainqueur : 2007-A. |  | - Tournoi de clôture (1) : - Vainqueur : 2008-C. |  | - Torneo del Inca : - Finaliste : 2014. |

### Bilan et records
- Saisons au sein du championnat du Pérou : 19 (2004-2022).
- Saisons au sein du championnat du Pérou D2 : 2 (2023-).
- Participations en compétitions internationales : 6.
  - Copa Libertadores : 3 (2008, 2009 et 2011).
  - Copa Sudamericana : 3 (2006, 2010 et 2012).
- Plus large victoire obtenue en compétition officielle : 
  - Univ. San Martín de Porres 7-1 FBC Melgar (championnat 2005).
- Plus large défaite concédée en compétition officielle : 
  - Deportivo Binacional 6-0 Univ. San Martín de Porres (championnat 2019).
  - FBC Melgar 6-0 Univ. San Martín de Porres (championnat 2021).

## Personnalités historiques du club

### Joueurs

#### Grands noms
- Leao Butrón
- Aldo Corzo
- Christian Cueva
- Marco Flores
- Pedro Gallese
- Pedro Alexandro García
- Christian Ramos
- Hernán Rengifo
- Roberto Silva
- Benjamín Ubierna

#### Effectif actuel (2023)
Source : www.msn.com.
| N° | Nat.             | Poste | Nom du joueur    |
| -- | ---------------- | ----- | ---------------- |
| 1  | Drapeau du Pérou | G     | Pedro Ynamine    |
| 2  | Drapeau du Pérou | G     | Sebastián Sotelo |
| 3  | Drapeau du Pérou | D     | Gino Roque       |
| 4  | Drapeau du Pérou | D     | Janpierr Cano    |
| 5  | Drapeau du Pérou | D     | José Soto        |
| 6  | Drapeau du Pérou | D     | Gliden Dubois    |
| 7  | Drapeau du Pérou | D     | Deyair Reyes     |
| 8  | Drapeau du Pérou | D     | Polo Castillo    |
| 9  | Drapeau du Pérou | M     | Jorge Molina     |
| 10 | Drapeau du Pérou | M     | Matías Pacheco   |

| No. | Nat.                   | Position | Nom du joueur      |
| --- | ---------------------- | -------- | ------------------ |
| 11  | Drapeau du Pérou       | M        | Junior Viza        |
| 12  | Drapeau du Pérou       | M        | Erick Noriega      |
| 13  | Drapeau du Pérou       | M        | Fernando Melgar    |
| 14  | Drapeau du Pérou       | M        | Rinaldo Cruzado    |
| 15  | Drapeau du Pérou       | A        | Héctor Bazán       |
| 16  | Drapeau de l'Argentine | A        | Gonzalo Verón      |
| 17  | Drapeau du Pérou       | A        | Jorge Urteaga      |
| 18  | Drapeau du Pérou       | A        | Damián Ísmodes     |
|     | Drapeau de l'Argentine | A        | Maximiliano Zárate |

### Entraîneurs

#### Entraîneurs champions
- Víctor Rivera, deux fois champion du Pérou en 2007 et 2008.
- Aníbal Ruiz, champion du Pérou en 2010.

#### Liste des entraîneurs
- Juan Carlos Oblitas (2004)
- Jorge Machuca (2004)
- Fernando Cuéllar (2004)
- César Chávez-Riva (2004)
- Óscar Malbernat (2004-2005)
- Mario Flores (2005)
- Víctor Rivera (2005)
- Rafael Castillo Lazón (2005-2006)
- Víctor Rivera (2006)
- Juan Antonio Pizzi (2006)
- Víctor Rivera (2006-2009)
- Gustavo Matosas (2009)
- Aníbal Ruiz (2010-2011)
- Franco Navarro (2011-2012)
- Orlando Lavalle (2012)
- José Espinoza (2012)
- Ángel Cappa (2012)
- Aníbal Ruiz (2012-2013)
- Orlando Lavalle (2013)
- Julio César Uribe (2013-2014)
- Cristian Leonel Díaz (2015)
- José del Solar (2016)
- Orlando Lavalle (2017)
- Carlos Bustos (2017-2019)
- Héctor Bidoglio (en) (2019-2021)
- José Espinoza (intérim) (2021)
- César Payovich (2021)
- José Espinoza (2021)
- Juan José Luvera (2022)
- Víctor Rivera (2022)
- Orlando Lavalle (2022)
- Duilio Cisneros (2023-)